# Alexandra av Hannover (1882–1963)
Alexandra av Hannover, född 29 september 1882, död 30 augusti 1963, var storhertiginna av Mecklenburg-Schwerin såsom gemål till storhertig Fredrik Frans IV av Mecklenburg-Schwerin.

## Biografi
Hon var dotter till prins Ernst August av Cumberland och Thyra av Danmark.
Alexandra växte upp i Gmunden i Österrike, där hennes familj levde i exil efter att farfadern Georg V av Hannover avsatts från Hannovers tron av Preussen 1866. Hennes förmögenhet gjorde att hon var eftertraktad på äktenskapsmarknaden. Det tyska kejsarhuset föreslog ett äktenskap med Tysklands tronarvinge för att bilägga tvisten mellan hennes familj och Tyskland-Preussen, men hennes familj avböjde förslaget. Alexandra gifte sig med Fredrik Frans för kärleks skull, vilket inte var vanligt, något som också påpekades inför bröllopet. 
År 1918 avskaffades monarkin i Mecklenburg-Schwerin. Alexandra och hennes familj tillbringade en tid i Köpenhamn som den danska kungafamiljens gäster, (Alexandra var kusin med kung Kristian X av Danmark och hennes man var svåger till honom) men återvände sedan till Tyskland. De kunde även i fortsättningen leva ett bekvämt liv eftersom större delen av familjens förmögenhet hade varit privat och därför inte konfiskerats, och de bosatte sig på slottet Ludwigslust. Alexandra och hennes make tvingades våren 1945 fly undan den ryska armén. När de kom till Flensburg avled Fredrik Frans av en hjärtinfarkt. Alexandra avled själv i Glücksburg 1963.